# Hancock (New Hampshire)
Hancock – miasto w Stanach Zjednoczonych, w stanie New Hampshire, w hrabstwie Hillsborough.